# 阿顏德隕石
阿顏德隕石（Allende meteorite）是在地球上已經發現的碳質球粒隕石中最大的。火球在1969年2月8日07:05 GMT（地方時01:05）於墨西哥奇瓦瓦州的上空墜落。在大氣層中碎裂後，經由廣泛的搜尋，蒐集到2噸的隕石。由於有大量的隕石樣本，科學家得以進行大量的研究；它經常被描述為「歷史上被研究得最徹底的隕石 」。阿顏德隕石有豐富的、大片的富含鈣、鋁包裹體，它們是太陽系中最古早形成的天體之一。
碳質球粒隕石約佔所有從太空墜落隕石的4%。在1969年之前，碳質球粒隕石，例如在1864年在法國落下的奧蓋爾隕石，是少數已知的罕見隕石。已知與阿顏德隕石相似的隕石有許多，但都很小，研究也不多。

## 墜落
據信原本的大小有如一輛汽車，以每秒超過15公里以上的速度飛向地球。墜落發生在1969年2月8日凌晨，地方時01:05（格林威治平時7:05）。一顆來自西南方，巨大、耀眼的火球，照亮了數百平方公里的天空和地面。這是典型的大型隕石在大氣層中墜落，由於空氣阻力突然煞車的效應，造成它爆炸、熔融，並分裂成數千塊的碎片，墜落在墨西哥北部奇瓦瓦的阿顏德村的附近。阿顏德隕石是散佈得最廣泛的隕石之一，並提供了大量可供研究的材料，其數量遠遠超過之前已知碳質球粒隕石的總和

## 散佈區
隕石散佈在一個廣闊的地區 －目前所知最大的散佈區之一。這個長條狀的地區大約長50公里、寬8公里，大部分是平坦的沙漠，只有稀疏到中等的植被。在墜落後不久，就蒐集到數百塊的隕石碎片。而在25年的時間裡，收集了大約2至3噸的標本。一些消息來源猜測，回收的數量會更多，估計可以找到5噸，但沒有辦法做出準確的估計。[a]即使在墜落後50年的今天，偶爾還能發現一些標本。熔融的阿顏德隕石碎片大小從1克（0.035盎司）到110（240英磅）不等。

## 研究

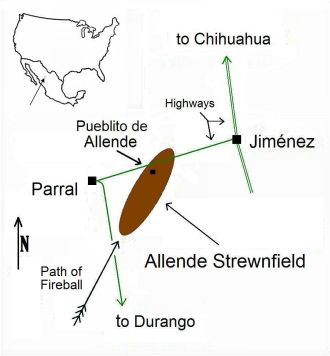
火球的路徑和在墨西哥北部的隕石墜落地點（散佈區）。

阿顏德隕石經常被稱為"有史以來研究得最徹底的隕石"。這有幾個原因：阿顏德隕石在1969年初墜落，正好在阿波羅計畫帶回第一批月球岩石之前的幾個月。這是行星科學家墜欣奮與活躍的年代，這個領域吸引了許多新的工作者，實驗室也都剛獲得改善。因此，科學界立即以各種新方法研究這顆隕石。一些博物館發起收集隕石樣品的探險活動，包括史密森學會，它們一起收集了數百公斤的隕石，其中也包括富含鈣、鋁包裹體（CAI）。CAI有幾十億年的歷史，有助於確定太陽系的年齡。CAI有非常不尋常的同位素，與地球、月球和其它隕石中種類繁多的同位素不同。這些"異常同位素"包含太陽系形成前在其它恆星中發生過程的證據。
估計阿顏德隕石和CAI的年紀有46.7億年的歷史，是已知最古老的隕石（其它的碳質球粒隕石也包含這種物質）。這種物質比地球早3,000萬年，並且比地球上已知最古老的岩石早2億8,700萬年。因此，阿顏德隕石揭示了太陽系這系統早期形成期間的普遍情況。包括阿顏德隕石在內的碳質球粒隕石都是最原始的隕石，含有已知最原始的物質。自太陽系形成以來，它們混合和重熔的次數最少。正因為如此，它們的年齡經常被認為就是"太陽系的年齡"。

## 結構

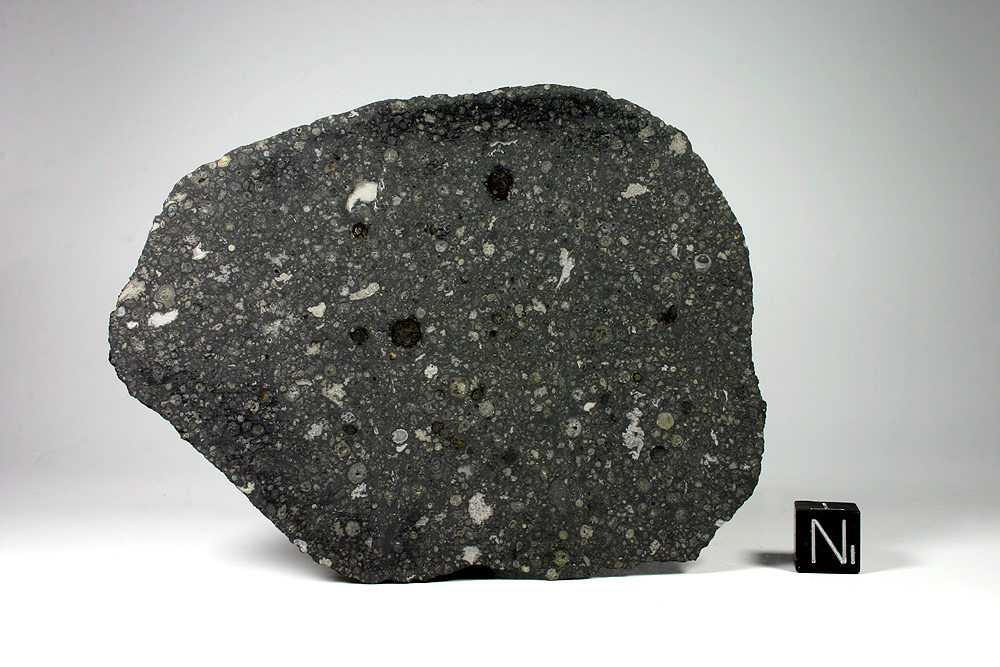
阿顏德隕石。圖像由Matteo Chinellato提供；立方體每邊長1 cm。

隕石是在太陽系的早期由星雲中的氣體和塵埃形成的。它不同於另兩類的"鐵"隕石和"石鐵"隕石，是一種"石質"隕石。大多數的阿顏德隕石在一定程度上或全部被黑色、閃亮的熔殼包覆著。這是隕石從太空墜落到地球上時，以極快的速度在大氣層下落的過程中，導致隕石的外部變得非常熱而融化，並形成一層玻璃狀的"熔殼"。
當阿顏德隕石被剖開，將剖面拋光後，就可以檢查內部的結構。這揭露了一個嵌入數顆毫米大小、淺色球粒的黑暗基質。這種微小的石質球體沒有在地球的顏石中被發現過，它只出現在隕石中，因此它被稱為球粒隕石。還可以看見被稱為富含鈣、鋁包裹體（CAI）的白色夾雜物，最大的也只有幾釐米，形狀從球形到高度不規則而像"變形蟲"。CAI的命名是因為它們主要由富含鈣和鋁的矽酸鹽和氧化物等礦物組成。像許多球粒隕石，阿顏德隕石也有角礫岩，並包含許多深色的碎屑或"黑色的內含物"，其中有一些不同於其它隕石的球粒結構。阿顏德隕石不同於其它許多隕石的是，它幾乎完全不含鐵鎳等金屬。

## 組成

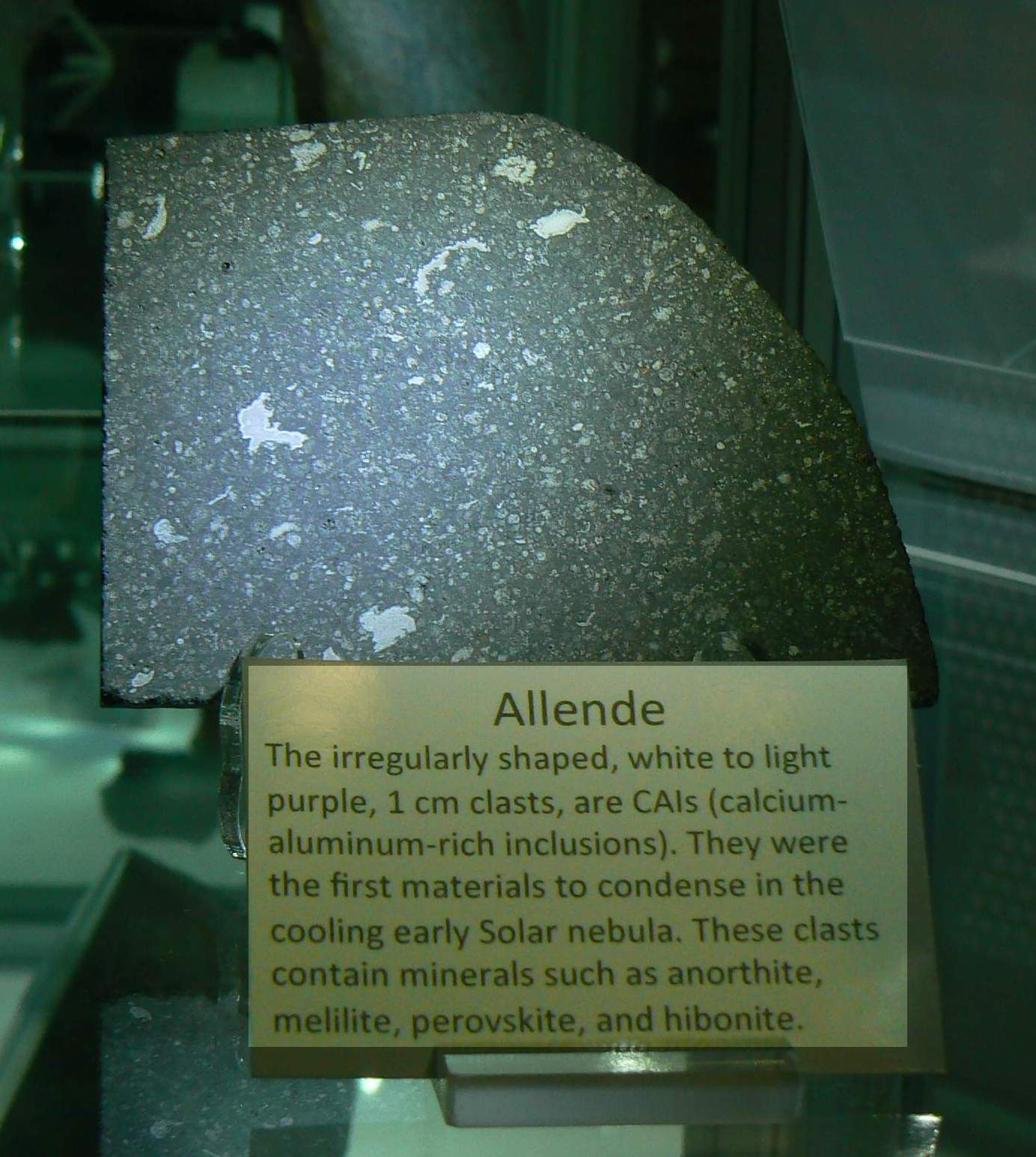
在亞利桑那州立大學展出的阿顏德隕石碎片。

球粒隕石的基質由許多不同的礦物組成，主要是橄欖石和輝石。阿顏德隕石被歸類為CV3碳質球粒隕石：化學成分富含鈣、鋁和鈦等耐火材料元素；相對的，如鈉和鉀等揮發性化學元素較少。因而列在欠缺二次加熱效應的CV群中，這與岩石學類型3是一致的（參見隕石分類）。像大多數的碳質球粒隕石和所有的CV球粒隕石一樣，阿顏德隕石的氧同位素-16相對於O-17和O-18是豐富的。在2012年6月，研究人員宣稱發現了一種被稱為盤古石，包含迄今未知的二氧化鈦礦物。
也發現有少量的碳（包含石墨和鑽石），和包含胺基酸與一些地球上不知道的許多有機化合物。總加起來的鐵約占隕石的24%。

## 後續的研究
在1971年，凱斯西儲大學的一個研究小組對球粒進行了仔細的研究，發現這些球粒有微小的黑色標記，每平方釐米的數量高達10兆，但在基質中卻沒有；這被解釋為輻射損害的證據。類似的結構出現在月球岩石，但未曾出現在地球上同性質的岩石中。因此，這種標記有可能是不能通過地球大氣層和地球磁場的宇宙射線造成的。因此，球粒的照射標記似乎發生在它們凝固成型之後，但又在太陽系形成初期發生的物質冷凝之前，極當隕石母體仍聚集在一起之時。
在1977年，加州理工學院發現了隕石中新形態的鈣、鋇和銣元素，這些被認為是在太陽系形成的初期，源自太陽星雲外的氣體和顆粒。這支援了一個理論：即來自超新星的衝擊波 －老死恆星的爆炸－  可能引發了太陽星雲的坍縮，或促成了太陽系的形成。加州理工學院的集團表示，鋁-26，一種罕見的鋁同位素，可以作為進一步的證據。這就像在隕石上的"時鐘"，可以將超新星爆炸的時間確定為在太陽系形成前不到200萬年的時間。隨後的研究發現了氪、氖、氮和其它一些在太陽系中也不知道其型態的同位素。從許多有類似發現的研究得出的結論是，前太陽盤面中有許多物質是從附近的恆星，包括新星、鈔新星和紅星，引入的微細"塵埃"。這像在阿顏德隕石中的，些一直持續到今天的斑點，被稱為前太陽顆粒。

## 註解
a. ^  標本的數量和總重量迄今仍無法確定。克拉克等人（1971年）報告說："已經找到的隕石至少有2噸"，而自發表以來，又發現了數百顆。

## 外部連結
- Allende Meteorite at the Smithsonian Institution （页面存档备份，存于）

Template:Meteorites by name